# Lilian Blanc
Lilian Blanc (São Paulo, 4 de janeiro de 1950) é uma atriz brasileira. É conhecida pelo seu papel como Dona Sara em Carrossel e Dona Branca em As Aventuras de Poliana e Poliana Moça.

## Biografia
Formou-se professora em 1968. Na infância, era uma criança que brincava, fazendo arte: pintando, cantando, escrevendo e atuando. Casou-se em 1973 e teve dois filhos. Com os filhos atingindo a idade adulta, Lilian pôde retomar seu envolvimento com antigas paixões, a maior delas o teatro. Formada pela escola da saudosa atriz Célia Helena, tem em seu currículo trabalhos junto ao Grupo Tapa, que incluem, entre outros, espetáculos como “Vestido de Noiva”, “Moço em Estado de Sítio”, “Happy End”, “Rasto Atrás” e “A Importância de Ser Fiel”, onde atuou ao lado de Nathalia Timberg. Entre espetáculos, traduções de alemão, ensaios, participações em cinema e TV, convidada pelo jornalista e poeta José Nêumanne Pinto, colaborou para a coluna Arte pela Arte do caderno de variedades do Jornal da Tarde.

## Filmografia

### Televisão
| Ano     | Título                            | Papel               | Notas                            |
| ------- | --------------------------------- | ------------------- | -------------------------------- |
| 2000    | Sandy & Júnior                    | Gulia Halffmet      | Episódio: "Na Medida do Sucesso" |
| 2002    | Amor e Ódio                       | Olga                |                                  |
| 2004    | Seus Olhos                        | Selma               |                                  |
| 2005    | Esmeralda                         | Clara               |                                  |
| 2005    | Belíssima                         | Lívia               |                                  |
| 2006    | Minha Vida É uma Novela           | Maria               |                                  |
| 2007    | Mothern                           | Elvira              |                                  |
| 2009    | Som & Fúria                       | Eunice              |                                  |
| 2009    | Viver a Vida                      | Ana                 |                                  |
| 2010    | Tô Frito                          | Luísa               |                                  |
| 2012    | Destino: São Paulo                | Ilana Leirner       | Episódio: "O Noivo do Filho"     |
| 2012–13 | Carrossel                         | Sara Rabinovich     |                                  |
| 2012    | É a Vovózinha                     | Narradora           | [ 3 ]                            |
| 2012    | Oscar Freire 279                  | Júlia               |                                  |
| 2014    | O Negócio                         | Senhora do café     | Episódio: "Justiça"              |
| 2015    | Verdades Secretas                 | Ingrid              |                                  |
| 2016    | Psi                               | Dora dell Pizzo     | 2 episódios                      |
| 2016    | Unidade Básica                    | Vilma               | 1 episódio                       |
| 2017    | Prata da Casa                     | Wanda               | 14 episódios                     |
| 2017    | Eu, Ela e um Milhão de Seguidores | Sara                | Episódio: "Crise de Identidade"  |
| 2018–20 | As Aventuras de Poliana           | Branca Delfino      | [ 5 ]                            |
| 2022    | Poliana Moça                      | Branca Delfino      |                                  |
| 2023    | O Rei da TV                       | Maria do Céu Moraes | Temporada 2 (Participação)       |
| 2023    | A Infância de Romeu e Julieta     | Branca Delfino      | Participação                     |

### Cinema
| Ano  | Título                              | Papel                    |
| ---- | ----------------------------------- | ------------------------ |
| 2003 | O Lençol Branco                     | Dona Lurdes              |
| 2004 | Concerto Número Três                | Rosa                     |
| 2004 | Nina                                | Mãe de Nina              |
| 2004 | O Diário Aberto de R.               | Professora               |
| 2006 | A Criada da Condessa                | Condessa                 |
| 2006 | Tapete Vermelho                     | Mulher que compra o bolo |
| 2007 | Um Ramo                             | Operadora de caixa       |
| 2007 | O Homem que era Francês             | Mulher                   |
| 2008 | Ensaio Sobre a Cegueira             | Pedestre                 |
| 2008 | Cigano                              | Teresa                   |
| 2009 | Doce Amargo                         | Senhora                  |
| 2009 | Suspeito                            | Avó                      |
| 2010 | As Melhores Coisas do Mundo         | Diretora do colégio      |
| 2010 | Pimenta                             | Mulher de vermelho       |
| 2011 | Trabalhar Cansa                     | Inês                     |
| 2011 | Aphasia                             | Senhora                  |
| 2012 | Chapô                               | Bernadete                |
| 2014 | Quando Eu Era Vivo                  | Enfermeira               |
| 2014 | Sinfonia da Necrópole               | Senhora no enterro       |
| 2014 | De Castigo                          | Tia Guta                 |
| 2014 | Sobre Papéis                        | Professora               |
| 2015 | Meu Amigo Hindu                     | Martha Robinson          |
| 2015 | O Almoço                            | Avó                      |
| 2017 | Fragmentos de uma Metrópole         | Glória                   |
| 2017 | Gosto Se Discute                    | Mãe de Augusto           |
| 2018 | As Boas Maneiras                    | Selma                    |
| 2020 | Você Gosta de Poesia?               | Mãe                      |
| 2021 | Doce Encanto                        | Joana                    |
| 2021 | Minha Lista para o Tsunami          | Dona Isilda              |
| 2021 | Galeria Futuro                      | Cliente de Valentim      |
| 2024 | Empirion: Uma Aventura com Einstein | Lia                      |

### Videoclipe
| Ano  | Música  | Artista  |
| ---- | ------- | -------- |
| 2016 | Cremosa | Banda Uó |

## Teatro[10]
- 1995 - Morte e Vida Severina
- 2000 - Surabaya, Johnny!
- 2001 - Major Bárbara
- 2003 - A Importância de ser Fiel
- 2004 - Terrorismo
- 2005 - A Dança do Universo
- 2006 - Oxigênio
- 2007 - Rebimboca e Parafuseta
- 2011 - Mambo Italiano
- 2024 - A Mulher da Van